# Lykurgův pohár

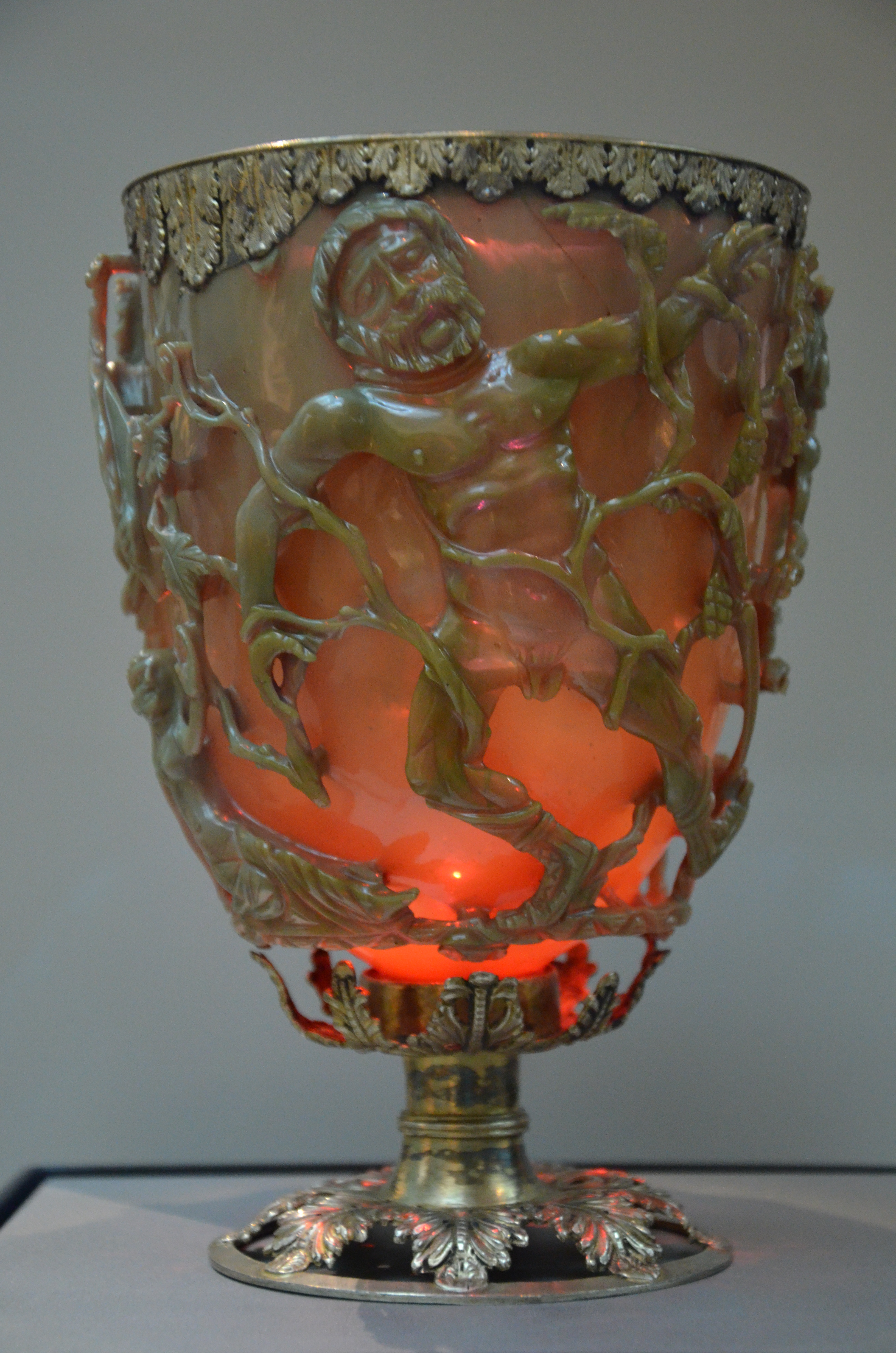
Lykurgův pohár

Lykurgův pohár je skleněný pohár pocházející ze starověkého Říma, uložený v Britském muzeu v Londýně. Je nejstarším známým příkladem použití dichroického skla.
Nádoba patří k typu síťových pohárů (vas diatretum), zdobených na povrchu vybrušovaným plastickým vzorem. Je mezi nimi unikátní použitím figurálního motivu, znázorňujícího thráckého krále Lykurga potrestaného za to, že potlačoval kult boha Dionýsa: odtud pochází populární označení poháru i předpoklad, že se používal k pití vína při bakchanáliích. Původ poháru je nejasný, poprvé je zmiňován roku 1845 jako majetek rodiny Rothschildů. Kunsthistorik Dyfri Williams odhaduje, že Lykurgův pohár byl vyroben v Alexandrii na počátku 4. století.
Nádoba je vysoká 16,5 cm a v nejširším místě má průměr 13,2 cm; stojí na bronzové noze, která pochází z pozdější doby. Pozoruhodná je schopností měnit barvu: zatímco na denním světle se jeví jako zelená, při osvětlení pod vhodným úhlem se rozzáří jasně červeným zbarvením, odstín se mění také podle tekutiny, kterou je pohár naplněn. Tento efekt je způsoben tím, že do litého skla bylo přidáno práškové zlato a stříbro. Kovové nanokrystaly o rozměru okolo 70 nanometrů vytvářejí koloidní vrstvu, která dokáže měnit vlnovou délku světla pomocí kvazičástic plazmonů. Lukurgův pohár je tak v populární literatuře používán jako důkaz toho, že staří Římané již znali nanotechnologie.